# Alchemilla laxa
Alchemilla laxa é uma espécie de rosácea do gênero Alchemilla, pertencente à família Rosaceae.